# Venus von Urbino
Die Venus von Urbino ist ein um 1538 entstandenes Ölgemälde des italienischen Malers Tizian. Üblicherweise wird die Figur als die Göttin Venus gedeutet, obwohl in dem Bild keines ihrer üblichen Attribute zu sehen ist. Heute wird das Bildnis in der Galleria degli Uffizi in Florenz ausgestellt.

## Entstehung
Das Gemälde wurde von Guidobaldo II. della Rovere, Herzog von Urbino, wahrscheinlich im Zusammenhang mit seiner Eheschließung mit Giulia Verano (1523–1547) im Jahr 1534 in Auftrag gegeben und 1538 fertiggestellt.

## Beschreibung
Im Vordergrund liegt eine junge unbekleidete Frau auf einem Bett eines großen Wohnraumes, die den Betrachter  anblickt. Sie trägt nur einige Schmuckstücke, einen Ring, einen Armreif und Ohrringe. Das Haar ist gelöst und fließt in weichen Wellen auf ihre Schultern. In ihrer rechten Hand hält sie ein Rosenbouquet, mit der linken Hand berührt sie ihre Scham, die den Mittelpunkt der Bildkomposition bildet. Am Fuß des Bettes liegt ein schlafender Hund.
Im rechten Bildhintergrund sind zwei weibliche Bedienstete mit Kleidern und Kleiderkästen beschäftigt, eine kniet vor einem Kleiderkasten.

„Tizians Venus […] ist eine reizende junge Venetianerin von siebzehn bis achtzehn Jahren, mit schmachtendem Blick, […] bereit und kampflüstern hingelagert, Wollust zu geben und zu nehmen; die, anstatt die Hand vorzuhalten, schon damit die stechende und brennende Süßigkeit der Begierde wie abkühlt und mit den Fingerspitzen die regsamsten, gefühligsten Nerven ihres höchsten Lebens berührt.
Bezaubernde Beischläferin und nicht Griechenvenus; Wollust und nicht Liebe; Körper blos für augenblicklichen Genuß.
Ihre Formen machen einen starken Kontrast mit der griechischen. Wie das Leben sich an dieser in allen Muskeln regt und sanft hervorquillt und hervortritt, und bei der Venetianerin der ganze Leib nur eine ausgedehnte Masse macht! Aber es ist fast nicht möglich, ein schmeichelnderes, und sich ergebenderes, und süß verlangenderes Gesicht zu sehen. […]
Sie ist lauter Huld, es recht zu machen in reizender sömmerlicher Lage, und gibt sich ganz preis, und wartet mit gierigem Verlangen furchtsamlich auf den Kommenden. Man sieht’s ihr deutlich an, daß das Jungfräuliche schon einige Zeit gewichen ist […] Tizian wollte keine Venus malen, sondern nur eine Buhlerin; was konnte er dafür, daß man diese hernach Göttin der Liebe taufte? Sein Fleisch hat allen Farbenzauber, ist mit wahrem jugendlichen Blut durchflossen; was er darstellen wollte, hat er besser als irgend ein andrer geleistet.“

## Interpretationen

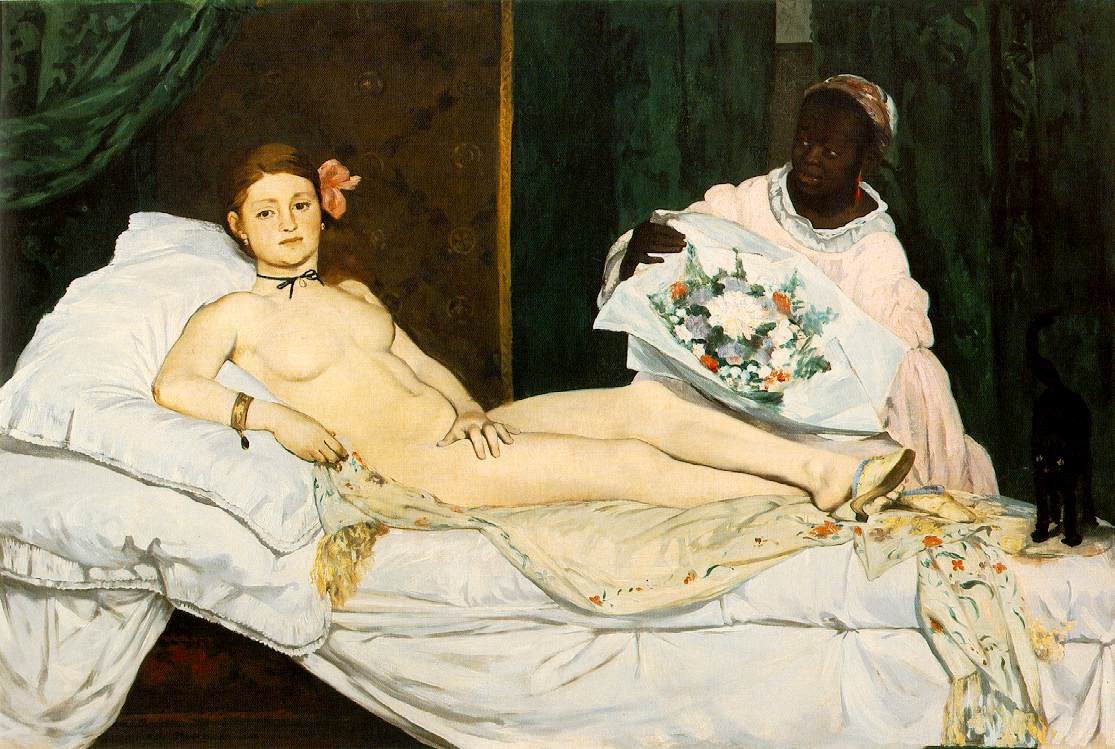
Manets Olympia, 1863

Das Bildnis der jungen Frau ist von der Kunstgeschichte kontrovers interpretiert worden.  Eine Sichtweise möchte das Bildnis als Gleichnis auf die Ehe verstanden wissen; dafür spricht beispielsweise die sogenannte Ehetruhe im Hintergrund, die Teile der Aussteuer enthalten haben mag. Nach der Hochzeitsbild-Theorie sollte das Bild zur erotischen Erziehung seiner minderjährigen Braut Giulia Varano (geb. 1523, Heirat 1534) durch Guidobaldo II. dienen, die erst 1538/39 in das Alter kam, in dem die Ehe vollzogen werden konnte. Die Fürstin war auf die Rolle der Mutter vorzubereiten, welche die Dynastie zu sichern hatte. Andere Autoren sehen in der Venus von Urbino das Porträt einer Kurtisane, die sich dem Betrachter beinahe völlig preisgibt.

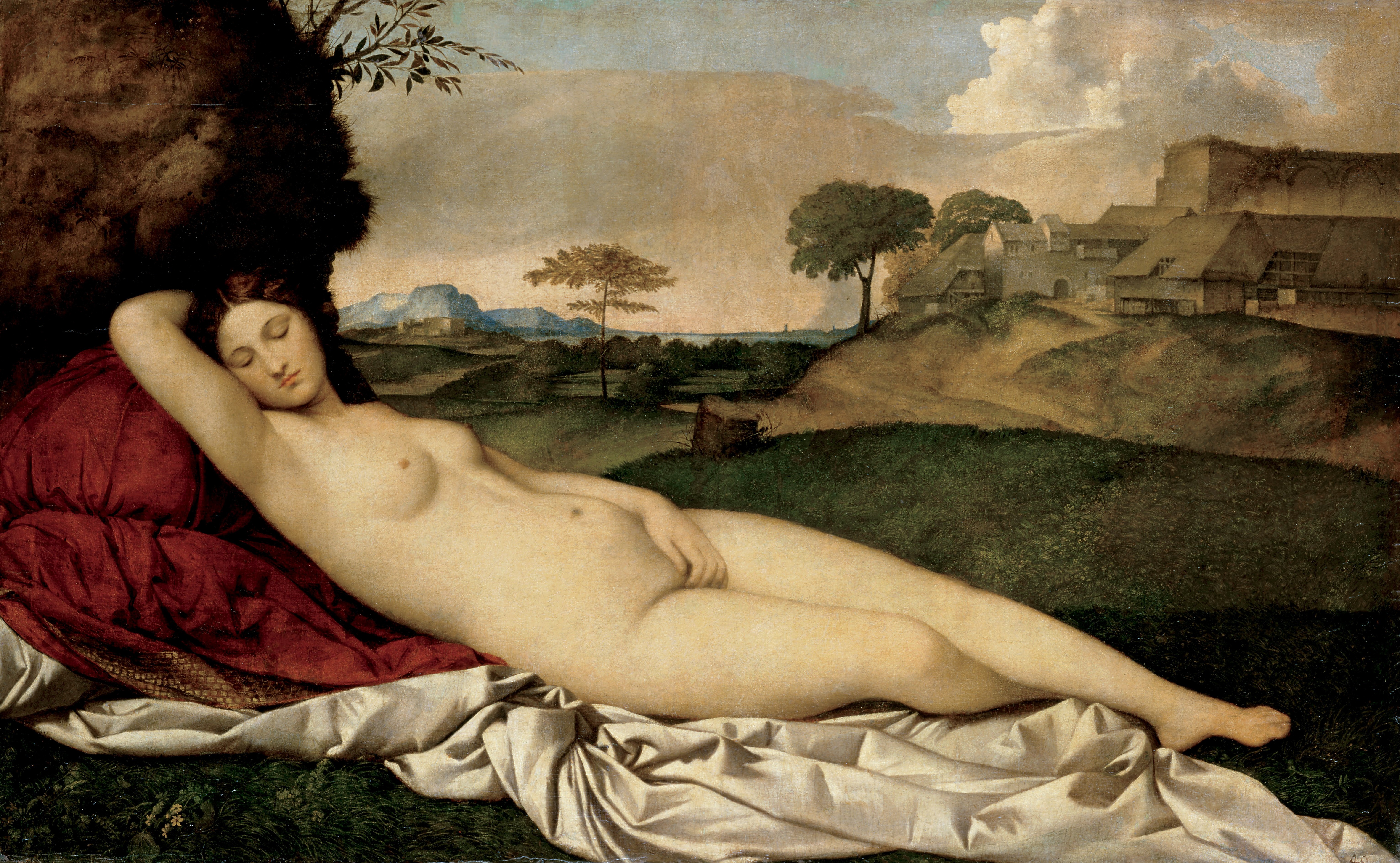
Giorgiones Schlummernde Venus, 1508/10

Typologisch geht das Bildnis auf die kurz zuvor entstandene Schlummernde Venus Giorgiones zurück, bei dem zumindest eine Beteiligung seines Schülers Tizians angenommen wird. Die für Tizian typischen malerischen Fähigkeiten finden sich bei der Venus von Urbino vollendet versammelt: Insbesondere die malerische Behandlung der verschiedenen Stofflichkeiten (Haare, Haut, Fell, Blumen, Vorhang, Stoffbezug, Stofftapete, Edelsteine etc.) sind sehr eindrücklich ausgeführt. Für die malerische Qualität spricht u. a. auch der Einsatz des Sfumato, das den Körper atmosphärisch (d. h. konturlos) in seiner Umgebung aufgehen lässt.

## Rezeption
Eine Kopie des Bildes von Franz von Lenbach aus dem Jahr 1866 wird in der Alten Pinakothek in München aufbewahrt.
Von der Venus von Urbino wurde die Olympia von Édouard Manet inspiriert.
Lucian Freud bezieht sich in seinem Bild Evening in the Studio von 1993 sowohl auf Tizians Venus von Urbino als auch auf Manets Olympia.